# Барриос, Хорхе Вальтер
Хорхе Вальтер Барриос (исп. Jorge Wálter Barrios Balestrasse; 24 января 1961, Лас-Пьедрас) — уругвайский футболист, полузащитник, игрок национальной сборной. По окончании карьеры игрока тренировал клубы Греции и Уругвая.

## Биография
Барриос начал играть в «Монтевидео Уондерерс» в 16-летнем возрасте и в 1980 году стал призываться в сборную Уругвая. На турнире «Мундиалито», прошедшем в 1980-81 гг. в честь 50-летия первого чемпионата мира, первый из двух голов в ворота сборной Бразилии был забит именно Барриосом, в результате чего титул достался уругвайской команде.
В 1985 году Барриос был куплен греческим «Олимпиакосом» и спустя 2 года он помог этой команде выиграть первенство Греции. В 1986 году в составе сборной выступал на чемпионате мира. В матче против Шотландии был капитаном команды.
В 1987-91 гг. выступал за греческий «Левадиакос», когда эта команды выступала в элитном дивизионе чемпионата страны.
В 1992 году вернулся в Уругвай и спустя 6 лет вновь был вызван в сборную страны, где провёл свои последние 4 матча, достигнув рубежа в 60 игр за «Селесте». В 1993 году выиграл с «Пеньяролем» первый для себя титул чемпиона Уругвая (затем «Ауринегрос» завоевали ещё 4 титула подряд) и вернулся в родной для себя «Уондерерс», где и завершил карьеру игрока в 2000 году.
После завершения карьеры футболиста тренировал «Уондерерс», а также греческие «Докса» (Драма), «Кавалу», «Ионикос» и кипрский «Олимпиакос» (Никосия).

## Достижения
- Обладатель Кубка Америки: 1983
- Золотой кубок чемпионов мира (Мундиалито): 1980/81
- Чемпион Греции: 1985/86
- Чемпион Уругвая: 1993
- Чемпион Уругвая во 2 дивизионе: 2000